# 謝尼吉夫
50°21′45″N 27°14′7″E / 50.36250°N 27.23528°E
謝尼吉夫（烏克蘭語：Сенігів），是烏克蘭的村落，位於該國西部赫梅利尼茨基州，由舍佩蒂夫卡區負責管轄，面積0.6平方公里，海拔高度230米，2001年人口202，人口密度每平方公里3,366.7人。